# Deadly Friend
Deadly Friend (em Portugal, O Amigo Mortal; no Brasil, A Maldição de Samantha) é um filme de terror de ficção científica estadunidense de 1986 dirigido por Wes Craven e estrelado por Matthew Laborteaux, Kristy Swanson, Michael Sharrett, Anne Twomey, Richard Marcus e Anne Ramsey. Sua trama segue um adolescente prodígio que implanta um microchip de um robô no cérebro de sua vizinha adolescente depois que ela teve morte cerebral; o experimento foi bem-sucedido, mas ela rapidamente começou uma matança na vizinhança. É baseado no romance Friend de 1985 de Diana Henstell, que foi adaptado para as telas por Bruce Joel Rubin.
Originalmente, o filme foi um suspense de ficção científica sem quaisquer cenas gráficas, com um foco maior na trama e desenvolvimento de personagens e uma história de amor macabra centrado em torno dos dois personagens principais, que não eram aspectos típicos de filmes anteriores de Craven. Depois que a versão original de Craven foi mostrado a um público de teste pela Warner Bros., o público criticou a falta de violência sangrenta que os outros filmes de Craven incluíam. O vice-presidente executivo da Warner Bros., Mark Canton, e os produtores do filme exigiram reescrever e refilmar o roteiro, que incluiu a filmagem de cenas de morte e sequências de pesadelo, semelhantes às do filme anterior de Craven, A Nightmare on Elm Street. Devido às refilmagens e reedições impostas pelo estúdio, o filme foi drasticamente alterado na pós-produção, perdendo muito do enredo original e mais cenas entre os personagens, enquanto outras cenas, incluindo mortes mais terríveis e um novo final, foram adicionadas. Esta versão foi criticada por audiências de teste por conter muita violência gráfica e sangrenta.
Em abril de 2014, foi feita uma petição online para o lançamento da versão original.

## Sinopse
No centro desta trama está o jovem Paul Conway, um pequeno gênio da ciência, recém-chegado a uma cidadezinha para estudar formas de inteligência artificial na universidade local. Uma de suas realizações de alta tecnologia chama-se "Bee-Bee", seu robô de estimação, dotado até de voz. E uma de suas novas amigas é a vizinha Samantha. Quando trágicos eventos lhe arrebatam "Bee Bee" e Samantha de uma só vez, Paul, com seu talento, decide recuperar o amor perdido. Mas, como um moderno Dr, Frankenstein, acaba por criar um monstro alucinado.

## Elenco
- Matthew Laborteaux como Paul Conway
- Kristy Swanson como Samantha Pringle
- Michael Sharrett como Tom Toomey
- Anne Twomey como Jeannie Conway
- Richard Marcus como Harry Pringle
- Anne Ramsey como Elvira Parker
- Lee Paul como Sargento Charlie Volchek
- Charles Fleischer como BB (voz)
- Russ Marin como Dr. Henry Johanson

## Produção

### Desenvolvimento
A intenção original de Wes Craven e Bruce Joel Rubin para o filme era que fosse um suspense de ficção científica com o foco principal na história de amor macabra entre Paul e Samantha. 

### Elenco
Kristy Swanson, 16 anos na época das filmagens, foi escalada como Samantha. Ela admitiu que Craven não tinha certeza de sua capacidade de interpretar o papel, mas acabou escalando-a e "sempre me encorajou... sempre me cutucou de maneiras sutis". Ela elaborou em uma entrevista de 1996: "Eu me comprometi completamente para ele. Eu simplesmente fui a todo vapor. Eu queria fazer o melhor trabalho que eu pudesse fazer. Eu estava me divertindo muito. Quanto ao filme em si, algumas pessoas adoram, outras odeiam. É o que é. Eu realmente gostei de fazer Deadly Friend. Naquele ponto da minha vida, era espetacular."

### Filmagens
Craven participou da seleção de Bruce Joel Rubin para escrever o roteiro de Deadly Friend. Rubin concordou com Craven que o filme deveria ter um tom mais suave do que seus outros longas. Craven não pôde escrever o roteiro sozinho porque estava dirigindo episódios de The Twilight Zone na época. Craven e o produtor Robert M. Sherman contrataram Rubin como roteirista porque leram o roteiro de Jacob's Ladder, que não foi produzido na época.
Para a cena do transplante do microchip de BB no cérebro de Samantha, Craven pediu o conselho do neurocirurgião aposentado William H. Faeth, que fez uma participação especial no filme como legista no quarto de hospital de Sam. Craven disse que foi muito útil em todos os detalhes anatômicos.
O robô, BB, custou mais de US$20,000 para ser construído. Craven usou uma empresa chamada Robotics 21. Seus olhos foram construídos a partir de duas lentes de câmera dos anos 1950, uma unidade de controle remoto de garagem e uma antena de rádio tirada de um Corvette. O BB poderia realmente levantar 7,500 libras de peso. A voz de BB foi fornecida por Charles Fleischer, que apareceu como médico no filme anterior de Wes Craven, A Nightmare on Elm Street.
No início da produção, quando o filme seria originalmente um thriller de ficção científica com classificação PG, Craven queria fazer algo semelhante ao filme de ficção científica de 1984 de John Carpenter, Starman. Além disso, de acordo com Swanson em uma entrevista de 1987 com o escritor da Fangoria, Mark Shapiro, "Craven sugeriu que eu desse uma olhada no filme Starman porque o que ele queria fazer com Deadly Friend era semelhante em tom ao filme." John Carpenter dirigiu Starman porque queria fugir de sua reputação de diretor de filmes violentos, assim como Wes Craven queria fazer Deadly Friend com uma classificação PG em mente para que pudesse provar que poderia fazer um filme que não fosse simplesmente horror "sangue e tripas".

### Pós-produção
A versão original do filme de Craven foi exibida para um público-teste composto principalmente de sua base de fãs. A resposta deles foi negativa, criticando a falta de violência e sangue visto em outros filmes de Craven. Ao descobrirem que Craven tinha uma grande base de fãs no gênero de terror, a equipe de marketing da Warner Bros. insistiu que cenas adicionais de sangue e terror fossem incorporadas ao filme final.
O vice-presidente executivo da Warner Bros. na época, Mark Canton, fez com que Rubin escrevesse seis cenas de sangue cru adicionais em seu roteiro, cada uma mais sangrenta que a anterior. Seguindo as reações negativas do público de teste que viu o primeiro corte de Craven do filme e queria um produto muito mais terrível, ele foi reeditado na pós-produção e as mortes mais gráficas e outras cenas refeitas foram incluídas, tornando o filme final parecem tonalmente confusos. Além disso, com o sangue adicional introduzido, o filme lutou para obter uma classificação R da Motion Picture Association of America (MPAA) em vez de um X devido à violência aberta. De acordo com Craven, o filme foi apresentado um total de treze vezes antes de ser aprovado.
O editor Michael Eliot foi contratado pela Warner Bros. para reeditar a versão original de Deadly Friend. Eliot fez o mesmo com outros dois filmes da Warner Bros., Out for Justice e Showdown in Little Tokyo. Enquanto novas cenas foram adicionadas, outras, como mais cenas entre Paul e Samantha, que teriam tornado o filme mais uma história de amor, como originalmente pretendido, foram excluídas por motivos de duração e ritmo. Uma vez que reescrever, refilmar e reeditar pós-produção mudaram fortemente a história original, Craven e Rubin expressaram forte raiva e desgosto no estúdio e então virtualmente rejeitaram o filme.
Craven não se sentia mais atraído pela história por causa de Samantha em uma matança quando ela é revivida. Ele estava muito mais interessado em explorar os adultos que a cercam, todos os quais parecem ser monstros em pele humana. Em suas próprias palavras: "Os sustos não vêm dela, mas das pessoas comuns, que na verdade são muito mais assustadoras. Um pai que bate em uma criança é uma figura aterrorizante. Essa é a única pessoa de quem você tem medo no filme. A ideia é que os adultos podem ser horríveis, sem estar fora do que a sociedade diz ser aceitável."
Swanson comentou que ela e os outros atores foram pegos nas tentativas do estúdio de forçar Craven a tornar o filme mais visceral do que o pretendido originalmente. Durante a produção e as refilmagens, mudanças no roteiro foram feitas, mudanças no título foram discutidas e houve muitas discussões sobre o quão violento e sangrento o filme final seria. Todos esses problemas causaram problemas para os atores. Quanto às mudanças de título, quando Craven iniciou o projeto, ele se chamava Friend, muito parecido com o romance de Diana Henstell em que foi baseado. O título foi mais tarde alterado para Artificial Intelligence e então para A.I. antes que o estúdio e os produtores finalmente decidissem por Deadly Friend. 

"Começamos fazendo um filme que a Warner Bros. indicou que queria fazer, uma história de amor macabra com uma reviravolta. Depois de cinco semanas de filmagem, eles perceberam quem eu era e me disseram para não ficar inibido pelo que haviam me contado no passado. De certa forma, eu me segurei. Então, na última semana de filmagem, inventei uma pequena cena de pesadelo e coloquei no filme. Foi o grande sucesso da exibição. Então, eles vieram até mim e disseram: 'Ouça, o que precisamos é de mais dessas coisas. O que estamos fazendo é aumentar a morte de algumas pessoas, um salto para o início, uma nova cena de encerramento e dois pesadelos—aquele tipo de toque de Wes Craven.'"

–Craven sobre a interferência do estúdio no filme final
Em uma entrevista de 1990 com o jornalista Daniel Schweiger da Fangoria, o roteirista Bruce Joel Rubin disse isso sobre o final e por que ele permaneceu no filme: "Aquele robô saindo da cabeça da garota pertence apenas a Mark Canton, e você não conta ao presidente da Warner Bros. que sua ideia fede!". Rubin também disse que, na época, as pessoas ainda o culpavam pelo final em que Samantha se transformava em um robô, embora Canton tenha sido quem o concebeu. Ele também mencionou que apesar do estúdio ter destruído a história de amor do filme que ele e Craven gostavam, ele ainda gostava de trabalhar com Craven, confirmando que não era ele que queria mudar o filme e que ele não deveria ser culpado pelo que aconteceu com ele. Rubin disse ainda que a produção foi uma das experiências mais felizes que já teve.
Em outra entrevista, Rubin contou a história sobre como os US$36,000 que ele recebeu para escrever o roteiro de Deadly Friend o salvou de quase ir à falência devido à greve de quatro meses do Writer's Guild e também o ajudou com um Bar Mitzvá para seu filho e para comprar uma casa. Na mesma entrevista, Rubin disse que a princípio não queria escrever o roteiro, mas depois de mudar de ideia, ligou para Robert M. Sherman e conseguiu o emprego. Ele também disse que trabalhar no filme foi uma das experiências mais extraordinárias de sua vida: "Foi um filme de terror com muitos elementos que não são as coisas que eu queria no meu currículo. E não rendeu muito bons negócios, mas foi totalmente divertido. Meus filhos estavam no set todas as noites. Meu Ari, de cinco anos, estava totalmente apaixonado por Kristy Swanson, que era a protagonista. Mais tarde ela se tornou Buffy the Vampire Slayer no filme. Ela foi muito doce com ele e até o levou a um encontro."

## Lançamento

### Marketing
O trailer de cinema do filme que a Warner Bros. fez representou-o como um filme de terror direto, sem um quadro de BB em qualquer lugar. A mistura de adolescentes e terror vista no trailer implicava que Deadly Friend seria como A Nightmare on Elm Street de Craven. Em uma entrevista com Fangoria, Craven disse que o prazo para entregar a primeira versão de Deadly Friend com todas as sequências exigidas pelo estúdio incluídas, e entregar seu roteiro original para A Nightmare on Elm Street 3: Dream Warriors, que ele estava escrevendo com Bruce Wagner, era praticamente o mesmo, tornando muito difícil para ele fazer as duas coisas ao mesmo tempo. 

### Bilheteria
Na esperança de obter um sucesso financeiro com o comércio no feriado de Halloween, a Warner Bros. lançou Deadly Friend nos cinemas em 10 de outubro de 1986, mas o filme foi um fracasso nas bilheterias, arrecadando US$8,988,731 nos Estados Unidos contra um orçamento de US$11 milhões. 

### Resposta da crítica
Apesar de ter sido um fracasso comercial e de crítica em seu lançamento original, Deadly Friend passou a ser considerado um clássico cult e conquistou fãs.